# タレラノール
タレラノール（Taleranol（INN、USAN））（開発コードネームP-1560）あるいはテラノールは、β-ゼアララノールとしても知られ、フザリウムから見つかるマイコエストロゲンに関連するレソルシル酸ラクトン系の合成非ステロイド性エストロゲンであり、販売されなかった]。ゼラノール（α-ゼアララノール）のβエピマーであり、ゼラノールの主要な代謝物であるが、生理活性は低い。

## 関連記事
- α-ゼアラレノール
- β-ゼアラレノール
- ゼアララノン
- ゼアラレノン